# Клаус Дібіасі
Клаус Дібіасі (італ. Klaus Dibiasi, 6 жовтня 1947) — італійський стрибун у воду.
Олімпійський чемпіон 1968, 1972, 1976 років, призер 1964 року.
Чемпіон світу з водних видів спорту 1973, 1975 років.
Переможець літньої Універсіади 1970 року.